# Sol Invictus
Sol Invictus, «Sol Invicte», o, més acuradament, Deus Sol Invictus, «Déu Sol Invicte», és un títol religiós romà que es va aplicar a tres divinitats de diferent caràcter durant els últims segles de l'Imperi Romà: Al-Gàbal, Mitra i Sol.

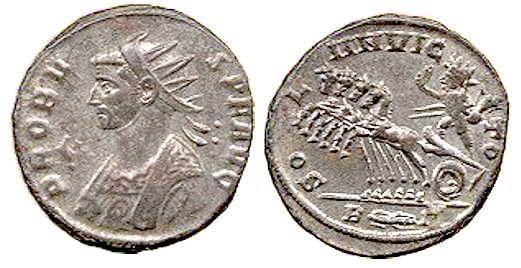
Moneda de l'emperador Probe, als voltants de l'any 280, amb el Sol Invictus en una quadriga, amb la llegenda, «al sol invicte». També es pot veure l'emperador (esquerra) portant una corona radiada, que també duu el déu (dreta).

Amb diferència de l'anterior culte agrari del Sol Indiges («Sol Nadiu», «Sol a la Terra» o «Sol Invocat» —l'etimologia i significat del mot indiges no és ben clara), el títol Deus Sol Invictus és format per analogia amb el títol imperial pius felix invictius («pietós, afortunat, invicte»).
El festival del naixement del Sol Invicte (llatí: Dies Natalis Solis Invicti) tenia lloc en el moment en què la durada de la llum diürna comença a incrementar-se després del solstici d'hivern, el «renaixement» del sol.

## Elagàbal
El títol va aparèixer per primer cop sota el regnat de l'emperador Elagàbal, que va intentar imposar el culte oriental semita d'El Gabal, el déu del sol de la seva ciutat nativa, Èmesa, a Síria. Mort l'emperador el 222, però, la nova religió va desaparèixer dels ritus oficials, tot i que els següents emperadors varen decidir mantenir el costum d'aparèixer retratats a les monedes amb la corona solar durant gairebé tot el segle posterior.
En una segona instància, el títol invictus va resorgir per ser aplicat a Mitra en les inscripcions privades que feien els seus devots. També apareix vinculat amb Mart.

## Aurelià

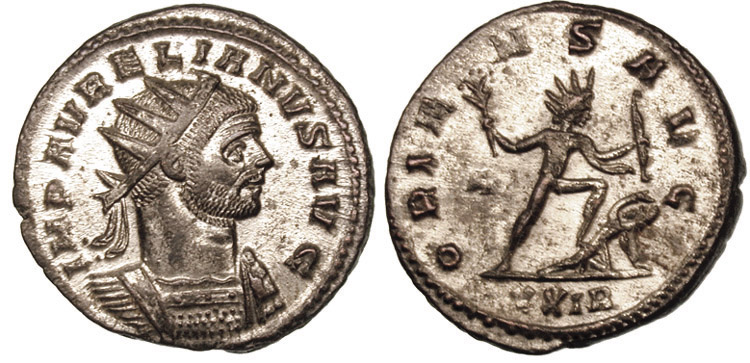
Aurelià duent la seva corona solar, en una moneda, 274-275.

L'emperador Lluci Domici Aurelià va introduir un nou culte solar anomenat Sol Invictus el 270; feu del déu sol la principal divinitat de l'imperi, i portà ell mateix la corona radiada que s'hi associa. Mentre que oficialment no es relacionava amb la figura de Mitra, el Sol d'Aurelià presentava moltes característiques extretes del mitraisme, com ara la representació inconogràfica de la divinitat com un jove sense barba. Aurelià va inaugurar el temple de Sol Invictus el 25 de desembre del 274, en un festival anomenat dies natalis Solis Invicti, «natalici del sol invicte».

## Constantí
Abans de la seva conversió al cristianisme i baptisme al llit de mort, les monedes que havien estat encunyades durant el seu regnat tenien el Sol Invictus retratat, amb la llegenda SOLI INVICTO COMITI. Constantí va instaurar (el 7 de març del 321) el dies Solis («dia del sol»), com a dia oficial de repòs.
La religió del Sol Invictus va continuar sent un element bàsic de la potestat dels emperadors fins que Teodosi I va decretar, el 27 de febrer de 390, que el cristianisme era l'única religió acceptable.

## Sol Invictusi cristianisme

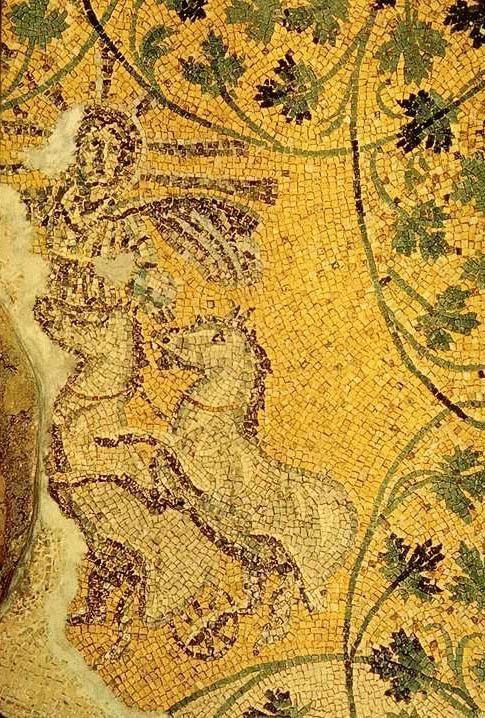
Representació de Crist com el déu-sol Helios/Sol Invictus en un carro solar. Mosaic del trobat a les grutes de la Basílica de Sant Pere, al sostre de la tomba del Papa Juli I.

El cristianisme va adoptar alguns dels atributs del culte del Sol Invictus, com es pot veure en la iconografia cristiana primerenca, en què Crist apareix amb atributs solars com la corona radiada o, en algunes ocasions, un carro solar.
L'Església de Roma havia adoptat el culte al sol, com es pot apreciar en la imatge de Crist com a Apol·lo-Hèlios al mausoleu descobert sota la Basílica de Sant Pere, datat del 250, i en el fet que des del començament del segle iii, «Sol justicier» era usat com a títol per a referir-se a Crist.
És molt possible que la data de Nadal tingui també relació amb el culte solar. Segons el bisbe siríac Jacob Bar-Salibi del segle xii: «Era costum pagà celebrar el mateix 25 de desembre l'aniversari del sol, durant el qual encenien espelmes en senyal de festivitat. Els cristians també prenien part d'aquestes solemnitats i celebracions. Sembla que, quan els doctors de l'Església veieren que aquest festival era de grat dels cristians, decidiren que la veritable celebració del naixement s'hauria de solemnitzar aquell dia».
Es va designar el diumenge el «dia del Senyor» i dia de descans (com ja ho havia fet Constantí), i no el dissabte, el Sàbat jueu.